# 東部方面隊 (陸上自衛隊)
東部方面隊（とうぶほうめんたい、英語：JGSDF Eastern Army）は、陸上自衛隊の方面隊の一つである。防衛大臣直轄（有事の際は陸上総隊直轄）にあり、関東地方・甲信越地方および静岡県の防衛警備や災害派遣等を担任。方面総監部は陸上自衛隊朝霞駐屯地に置かれている。

## 概要

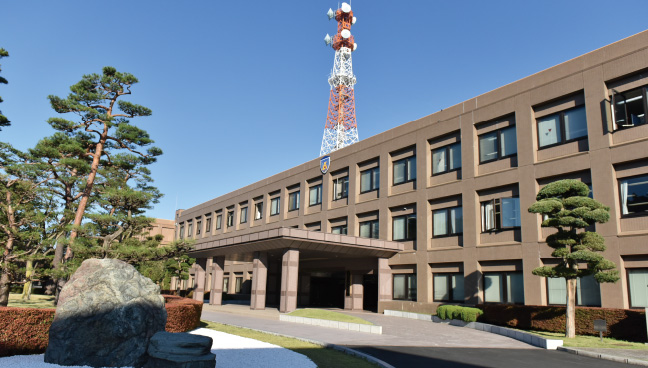
東部方面総監部庁舎

方面総監は陸将が充てられ、1個師団および1個旅団を基幹兵力としており、管内には34個の駐屯地、2個の分屯地、11個の地方協力本部（旧地方連絡部）が配置されている。首都圏の防衛警備を担当しているため、各種の国家行事に参加する機会が多い。方面総監部が1994年（平成6年）から所在する朝霞駐屯地に隣接する訓練場は、3年に一度開催される中央観閲式の式典会場でもある。

## 沿革
- 1959年（昭和34年）8月1日：東部方面隊準備本部が臨時編成[1]。

東部方面隊
- 1960年（昭和35年）
  - 1月14日：方面管区制施行により東部方面隊編成完結[1]。警備担当区域は茨城県、栃木県、群馬県、埼玉県、千葉県、東京都、神奈川県、新潟県、山梨県、長野県、静岡県[2]。

  1. 東部方面総監部・同付中隊、東部方面会計隊、東部方面資料隊、東部方面調査隊、東部方面音楽隊が編成完結。
  2. 第1管区隊、第1空挺団、第1教育団を隷下に編合。

  - 3月20日：東部方面総監部開庁式（市ヶ谷駐屯地）[1]。長官直轄部隊の第1建設群を方面隊直轄として編合。
  - 11月10日：第124特科大隊（朝霞駐屯地）を第2高射特科群隷下から方面隊直轄として編合。
- 1961年（昭和36年）8月17日：第1施設団を朝霞駐屯地に新編。
- 1962年（昭和37年）1月18日：部隊改編。

1. 師団制への改編により、第1管区隊は第1師団に称号変更、改編。第12師団を新編[1]。
2. 東部方面航空隊を霞ヶ浦駐屯地に新編。
3. 総監部付中隊を総監部付隊に改編。

- 1963年（昭和38年）12月10日：東京オリンピック支援集団司令部が編成完結。
- 1964年（昭和39年）
  - 3月24日：東部方面武器隊を朝霞駐屯地に新編。
  - 11月20日：東京オリンピック支援集団司令部を廃止。
- 1966年（昭和41年）8月3日：第2高射特科群を高射学校隷下から方面隊直轄として編合。
- 1969年（昭和44年）4月1日：輸送学校隷下の第101輸送大隊を隷下に編合[1]。
- 1970年（昭和45年）11月25日：三島事件が発生（三島由紀夫・森田必勝らが総監・益田兼利陸将を監禁して、部隊に決起を促す演説をするが、与する自衛官はなく、三島らは割腹自殺する）
- 1972年（昭和47年）8月1日：部隊改編。

1. 第124特科大隊を母体として第6高射特科群を朝霞駐屯地に新編。
2. 第1建設群本部を廃止。

- 1973年（昭和48年）2月23日：第6高射特科群を東部方面隊隷下から西部方面隊隷下に移管。
- 1975年（昭和50年）3月26日：第101輸送大隊（朝霞駐屯地）が東部方面輸送隊に改編。
- 1978年（昭和53年）1月30日：方面総監部の組織改編。東部方面資料隊を廃止。
- 1983年（昭和58年）3月24日：東部方面通信群が市ヶ谷駐屯地において編成完結。一部を久里浜駐屯地に配置。
- 1989年（平成元年）2月24日：大喪の礼に参加。
- 1990年（平成02年）1月23日：平成の即位の礼に参加。
- 1992年（平成04年）：カンボジアPKOに要員を派遣。
- 1993年（平成05年）：モザンビークPKOに要員を派遣。
- 1994年（平成06年）11月28日：東部方面総監部が市ヶ谷駐屯地から朝霞駐屯地に移転。
- 1995年（平成07年）1月：阪神・淡路大震災・地下鉄サリン事件に際し災害派遣。
- 1997年（平成09年）：ゴラン高原PKOに輸送隊を派遣。日米共同方面隊指揮所演習（YS-37）に参加。
- 1998年（平成10年）
  - 1月20日：長野オリンピック協力団が編成完結（第12師団基幹）。
  - 2月24日：長野オリンピック協力団編成解組。
- 2001年（平成13年）3月27日：部隊改編。

1. 第12師団（相馬原駐屯地）を第12旅団に改編。
2. 第6地対艦ミサイル連隊を宇都宮駐屯地に新編。

- 2002年（平成14年）
  - 3月26日：東部方面武器隊（朝霞駐屯地）を廃止。
  - 3月27日：部隊改編。

  1. 第1師団（練馬駐屯地）を政経中枢師団に改編。
  2. 東部方面後方支援隊を朝霞駐屯地に新編。
  3. 東部方面衛生隊を朝霞駐屯地に新編。

- 2003年（平成15年）3月27日：部隊改編等。

1. 東部方面調査隊を廃止。
2. 東部方面指揮所訓練支援隊を朝霞駐屯地に新編。

- 2004年（平成16年）10月：新潟県中越地震に際し災害派遣。
- 2006年（平成18年）
  - 1月～6月：第9次イラク復興業務支援群（第1師団主力）
  - 4月～7月：第10次イラク復興業務支援群（第12旅団主力）
- 2007年（平成19年）
  - 3月28日：中央即応集団発足により、第1空挺団（習志野駐屯地）および第101化学防護隊（大宮駐屯地：第101特殊武器防護隊に改称）が中央即応集団隷下に編成替え。
  - 7月～8月：新潟県中越沖地震に際し災害派遣。
- 2008年（平成20年）
  - 3月26日：部隊改編。

  1. 東部方面情報処理隊を朝霞駐屯地に朝霞駐屯地に新編。
  2. 第302保安中隊（市ヶ谷駐屯地）を東部方面警務隊隷下に編成替えし、第302保安警務中隊に改編。

  - 12月：日米共同方面隊指揮所演習（YS-55）に参加。
- 2011年（平成23年）4月22日：部隊改編。

1. 第1師団（練馬駐屯地）を即応近代化師団に改編[3]。
2. 第1教育団（武山駐屯地）を東部方面混成団に改編[3]。
3. 第6地対艦ミサイル連隊（宇都宮駐屯地）を廃止。

- 2013年（平成25年）3月26日：第12旅団（相馬原駐屯地）を3個普通科連隊基幹に改編、第48普通科連隊（相馬原駐屯地）が東部方面混成団隷下に編成替え。
- 2018年（平成30年）7月23日：部隊章が変更される[4][5]。
- 2019年（令和元年）10月22日・11月10日：令和の即位の礼に参加。
- 2020年（令和02年）3月26日：部隊改編

1. 方面総監部防衛部にシステム通信課を設置[6]。
2. 東部方面通信群（朝霞駐屯地）を東部方面システム通信群に改編[7][8]。

- 2021年（令和03年）
  - 7月18日：東京2020オリンピック・パラリンピック支援団を臨時編成[9]。
  - 9月7日：東京2020オリンピック・パラリンピック支援団本部を解組[10]。
- 2022年（令和04年）3月17日：第1師団（練馬駐屯地）を地域配備師団に改編。
- 2023年（令和05年）3月16日：部隊改編[11]。

1. 第12旅団（相馬原駐屯地）を機動旅団に改編。
2. 第1特科隊（北富士駐屯地）および第12特科隊（宇都宮駐屯地）を廃止・統合し、東部方面特科連隊を北富士駐屯地に新編[12]。

- 2025年（令和07年）3月24日：東部方面情報処理隊を東部方面情報隊に改組[13]。

## 編成
- 東部方面総監部
- 東部方面総監部付隊「東方-付」

- 第1師団（3個普通科連隊基幹）
  - 第1普通科連隊
  - 第32普通科連隊
  - 第34普通科連隊
- 第12旅団（3個普通科連隊（軽）基幹）
  - 第2普通科連隊
  - 第13普通科連隊
  - 第30普通科連隊

- 第1施設団
  - 第4施設群
  - 第5施設群
- 東部方面混成団
  - 第31普通科連隊
  - 第48普通科連隊
  - 第3陸曹教育隊
  - 女性自衛官教育隊
- 東部方面特科連隊
- 第2高射特科群
- 東部方面航空隊

- 東部方面システム通信群
- 東部方面後方支援隊
- 東部方面会計隊
- 東部方面衛生隊
- 東部方面指揮所訓練支援隊
- 東部方面情報隊
- 東部方面音楽隊
- 陸上自衛隊関東補給処

## 方面総監部
東部方面総監部は、東京都練馬区の朝霞駐屯地にある。

## 主要幹部
| 官職名                   | 階級    | 氏名       | 補職発令日     | 前職                                      |
| ------------------------ | ------- | ---------- | -------------- | ----------------------------------------- |
| 東部方面総監             | 陸将    | 上田和幹   | 2025年08月01日 | 陸上幕僚副長                              |
| 幕僚長 兼 朝霞駐屯地司令 | 陸将補  | 坂田裕樹   | 2025年08月01日 | 統合幕僚監部報道官                        |
| 幕僚副長                 | 陸将補  | 濵田剛     | 2024年03月28日 | 第8師団副師団長 兼 北熊本駐屯地司令       |
| 幕僚副長                 | 陸将補  | 竹内哲也   | 2025年03月24日 | 陸上自衛隊教育訓練研究本部教育部長        |
| 参事官                   | 事務官  | 山田弘一   | 0000年00月00日 |                                           |
| 総務部長                 | 1等陸佐 | 倉田一     | 2023年12月01日 | 第13旅団副旅団長 兼 海田市駐屯地司令      |
| 人事部長                 | 1等陸佐 | 岡田豊     | 2023年12月01日 | 陸上幕僚監部運用支援・訓練部 運用支援課長 |
| 情報部長                 | 1等陸佐 | 宮本克洋   | 2024年08月01日 | 陸上自衛隊情報学校副校長 兼 企画室長      |
| 防衛部長                 | 1等陸佐 | 大野木秀樹 | 2024年12月20日 | 第2師団司令部幕僚長                       |
| 装備部長                 | 1等陸佐 | 笹島昭佳   | 2025年03月24日 | 自衛隊熊本地方協力本部長                  |
| 医務官                   | 1等陸佐 | 猛尾弘照   | 2025年03月24日 | 自衛隊中央病院診療技術部病理課長          |
| 監察官                   | 1等陸佐 | 田子和明   | 2023年12月01日 | 陸上自衛隊教育訓練研究本部                |
| 法務官                   | 1等陸佐 | 阿比留孝徳 | 2024年03月28日 | 陸上自衛隊小平学校法務教育部長            |

### 歴代主要幹部
| 代                   | 氏名                 | 在職期間                        | 出身校・期                         | 前職                                   | 後職                                     |
| 東部方面隊準備本部長 | 東部方面隊準備本部長 | 東部方面隊準備本部長            | 東部方面隊準備本部長               | 東部方面隊準備本部長                   | 東部方面隊準備本部長                     |
| -------------------- | -------------------- | ------------------------------- | ---------------------------------- | -------------------------------------- | ---------------------------------------- |
| -                    | 杉田一次             | 1959年08月01日 - 1960年01月13日 | 陸士37期・ 陸大44期                | 第3管区総監                            | 東部方面総監                             |
| 東部方面総監         |                      |                                 |                                    |                                        |                                          |
| 01                   | 杉田一次             | 1960年01月14日 - 1960年03月10日 | 陸士37期・ 陸大44期                | 東部方面隊準備本部長                   | 陸上幕僚長                               |
| 02                   | 大森寛               | 1960年03月11日 - 1962年03月11日 | 東京帝国大学 昭和5年卒             | 陸上幕僚副長                           | 陸上幕僚長                               |
| 03                   | 細田煕               | 1962年03月12日 - 1963年03月15日 | 陸士39期・ 陸大51期                | 陸上幕僚副長                           | 東部方面総監部付 →1963年4月5日 退職      |
| 04                   | 池野清躬             | 1963年03月16日 - 1964年03月15日 | 東京帝国大学 昭和5年卒             | 中部方面総監                           | 東部方面総監部付 →1964年4月11日 停年退官 |
| 05                   | 野尻徳雄             | 1964年03月16日 - 1966年04月29日 | 陸士41期・ 砲工38期                | 第1師団長                              | 退職                                     |
| 06                   | 山田正雄             | 1966年04月30日 - 1968年03月13日 | 東京帝国大学 昭和11年卒            | 陸上幕僚副長                           | 陸上幕僚長                               |
| 07                   | 田中兼五郎           | 1968年03月14日 - 1969年06月30日 | 陸士45期・ 陸大54期                | 陸上幕僚副長                           | 退職                                     |
| 08                   | 益田兼利             | 1969年07月01日 - 1970年12月21日 | 陸士46期・ 陸大54期                | 陸上幕僚副長                           | 退職                                     |
| 09                   | 中村龍平             | 1970年12月22日 - 1971年06月30日 | 陸士49期・ 陸大56期                | 第7師団長                              | 陸上幕僚長                               |
| 10                   | 竹田津護作           | 1971年07月01日 - 1973年05月31日 | 陸士49期・ 陸大58期                | 陸上幕僚副長                           | 退職                                     |
| 11                   | 中山平八郎           | 1973年06月01日 - 1975年03月16日 | 陸士51期・ 陸大58期                | 防衛大学校幹事                         | 退職                                     |
| 12                   | 栗栖弘臣             | 1975年03月17日 - 1976年10月14日 | 東京帝国大学 昭和18年卒・ 短現10期 | 統合幕僚会議事務局長 兼 統合幕僚学校長 | 陸上幕僚長                               |
| 13                   | 高品武彦             | 1976年10月15日 - 1977年10月19日 | 陸士54期                           | 陸上自衛隊幹部学校長                   | 陸上幕僚長                               |
| 14                   | 永野茂門             | 1977年10月20日 - 1978年07月27日 | 陸士55期                           | 陸上幕僚副長                           | 陸上幕僚長                               |
| 15                   | 飯山茂               | 1978年07月28日 - 1980年06月30日 | 陸士57期                           | 第8師団長                              | 退職                                     |
| 16                   | 荒木一               | 1980年07月01日 - 1982年06月30日 | 陸士59期                           | 第4師団長                              | 退職                                     |
| 17                   | 松永力               | 1982年07月01日 - 1984年03月28日 | 陸士60期                           | 防衛大学校幹事                         | 退職                                     |
| 18                   | 馬郡道生             | 1984年03月29日 - 1985年06月30日 | 陸士60期                           | 陸上幕僚副長                           | 退職                                     |
| 19                   | 増岡鼎               | 1985年07月01日 - 1986年03月16日 | 名幼47期・ 早稲田大学 昭和25年卒   | 第9師団長                              | 退職                                     |
| 20                   | 平塚宏               | 1986年03月17日 - 1987年03月15日 | 愛媛大学 昭和28年卒                | 陸上自衛隊富士学校長 兼 富士駐屯地司令 | 退職                                     |
| 21                   | 寺島泰三             | 1987年03月16日 - 1987年12月10日 | 東北大学 昭和31年卒                | 陸上幕僚副長                           | 陸上幕僚長                               |
| 22                   | 種具正二郎           | 1987年12月11日 - 1989年06月29日 | 中央大学 昭和30年卒                | 陸上幕僚副長                           | 退職                                     |
| 23                   | 源川幸夫             | 1989年06月30日 - 1990年07月08日 | 防大1期                            | 東北方面総監                           | 退職                                     |
| 24                   | 小田原昭             | 1990年07月09日 - 1992年06月15日 | 防大2期                            | 第11師団長                             | 退職                                     |
| 25                   | 重松惠三             | 1992年06月16日 - 1993年06月30日 | 防大3期                            | 西部方面総監                           | 退職                                     |
| 26                   | 宇野章二             | 1993年07月01日 - 1994年06月30日 | 防大4期                            | 中部方面総監                           | 退職                                     |
| 27                   | 澤田良男             | 1994年07月01日 - 1996年06月30日 | 防大6期                            | 防衛大学校幹事                         | 退職                                     |
| 28                   | 藤縄祐爾             | 1996年07月01日 - 1997年06月30日 | 防大8期                            | 陸上幕僚副長                           | 陸上幕僚長                               |
| 29                   | 益田兼弘             | 1997年07月01日 - 1999年12月09日 | 防大9期                            | 第2師団長                              | 退職                                     |
| 30                   | 山口義廣             | 1999年12月10日 - 2002年03月21日 | 防大11期                           | 陸上幕僚副長                           | 退職                                     |
| 31                   | 菅博敏               | 2002年03月22日 - 2004年03月28日 | 防大13期                           | 陸上幕僚副長                           | 退職                                     |
| 32                   | 今村功               | 2004年03月29日 - 2006年03月26日 | 防大15期                           | 第7師団長                              | 退職                                     |
| 33                   | 澤山正一             | 2006年03月27日 - 2007年07月02日 | 防大16期                           | 第4師団長                              | 退職                                     |
| 34                   | 泉一成               | 2007年07月03日 - 2009年07月20日 | 防大18期                           | 統合幕僚副長                           | 退職                                     |
| 35                   | 関口泰一             | 2009年07月21日 - 2011年08月04日 | 防大20期                           | 陸上幕僚副長                           | 退職                                     |
| 36                   | 渡部悦和             | 2011年08月05日 - 2013年08月21日 | 東京大学 昭和53年卒                | 陸上幕僚副長                           | 退職                                     |
| 37                   | 磯部晃一             | 2013年08月22日 - 2015年08月03日 | 防大24期                           | 統合幕僚副長                           | 退職                                     |
| 38                   | 森山尚直             | 2015年08月04日 - 2017年08月07日 | 防大26期                           | 防衛大学校幹事                         | 退職                                     |
| 39                   | 住田和明             | 2017年08月08日 - 2018年07月31日 | 防大28期                           | 統合幕僚副長                           | 陸上総隊司令官                           |
| 40                   | 髙田克樹             | 2018年08月01日 - 2019年08月22日 | 防大29期                           | 陸上幕僚副長                           | 陸上総隊司令官                           |
| 41                   | 小野塚貴之           | 2019年08月23日 - 2021年12月21日 | 防大30期                           | 陸上幕僚副長                           | 退職                                     |
| 42                   | 森下泰臣             | 2021年12月22日 - 2023年03月29日 | 防大32期                           | 陸上幕僚副長                           | 陸上幕僚長                               |
| 43                   | 冨樫勇一             | 2023年03月30日 - 2025年07月31日 | 防大33期                           | 第2師団長                              | 退職                                     |
| 44                   | 上田和幹             | 2025年08月01日 -                | 防大35期                           | 陸上幕僚副長                           |                                          |

| 代 | 氏名              | 在職期間                        | 出身校・期              | 前職                                                     | 後職                                             |
| -- | ----------------- | ------------------------------- | ----------------------- | -------------------------------------------------------- | ------------------------------------------------ |
| 01 | 大島輝之助        | 1960年01月14日 - 1961年07月31日 | 東京帝国大学 昭和12年卒 | 東部方面隊準備本部幕僚長                                 | 陸上自衛隊幹部候補生学校長 兼 前川原駐とん地司令 |
| 02 | 藤原岩市          | 1961年08月01日 - 1962年07月31日 | 陸士43期・ 陸大50期     | 東部方面総監部幕僚副長                                   | 第12師団長                                       |
| 03 | 久保田茂          | 1962年08月01日 - 1963年03月15日 | 陸士44期・ 陸大51期     | 陸上幕僚監部第1部長                                      | 第7師団長                                        |
| 04 | 渡邊利亥          | 1963年03月16日 - 1964年08月13日 | 陸士45期・ 陸大53期     | 第1空挺団長 兼 習志野駐とん地司令                        | 第13師団長                                       |
| 05 | 平野斗作          | 1964年08月14日 - 1965年07月15日 | 陸士46期・ 陸大54期     | 東北方面総監部幕僚長 兼 仙台駐とん地司令                 | 第10師団長                                       |
| 06 | 齊藤春義          | 1965年07月16日 - 1968年03月15日 | 陸士48期・ 陸大56期     | 西部方面総監部幕僚副長                                   | 第7師団長                                        |
| 07 | 堀江正夫          | 1968年03月16日 - 1969年06月30日 | 陸士50期・ 陸大57期     | 東部方面総監部幕僚副長                                   | 第3師団長                                        |
| 08 | 三好秀男          | 1969年07月01日 - 1971年08月19日 | 陸士53期・ 陸大59期     | 東部方面総監部幕僚副長                                   | 陸上幕僚監部第5部長                              |
| 09 | 越智誠一          | 1971年08月20日 - 1973年06月30日 | 陸士54期                | 第1空挺団長 兼 習志野駐とん地司令                        | 陸上自衛隊北海道地区補給処長 兼 島松駐とん地司令 |
| 10 | 田中潔            | 1973年07月01日 - 1975年03月16日 | 陸士55期                | 東部方面総監部幕僚副長                                   | 第3師団長                                        |
| 11 | 伊藤正康          | 1975年03月17日 - 1977年03月15日 | 陸士56期                | 陸上幕僚監部第1部長 →1976年7月1日 陸将昇任               | 第6師団長                                        |
| 12 | 冨澤松司          | 1977年03月16日 - 1978年03月15日 | 陸士57期                | 第1戦車団長 兼 北恵庭駐とん地司令 →1977年4月1日 陸将昇任 | 第11師団長                                       |
| 13 | 村井澄夫          | 1978年03月16日 - 1979年03月15日 | 陸士58期                | 陸上幕僚監部人事部長 →1978年7月28日 陸将昇任             | 第5師団長                                        |
| 14 | 柏木明 （陸将）   | 1979年03月16日 - 1980年03月16日 | 陸士59期                | 統合幕僚学校副校長                                       | 第13師団長                                       |
| 15 | 沖田裕            | 1980年03月17日 - 1981年06月30日 | 陸航士60期              | 自衛隊大阪地方連絡部長 →1980年7月1日 陸将昇任            | 第10師団長                                       |
| 16 | 松崎久            | 1981年07月01日 - 1983年03月15日 | 軍官校5期               | 自衛隊東京地方連絡部長 →1982年1月1日 陸将昇任            | 陸上自衛隊北海道地区補給処長 兼 島松駐屯地司令   |
| 17 | 瀧口義典 （陸将） | 1983年03月16日 - 1984年06月30日 | 鹿児島高農 昭和22年卒   | 陸上幕僚監部監理部長                                     | 陸上自衛隊武器補給処長 兼 霞ヶ浦駐屯地司令       |
| 18 | 中俣壯一          | 1984年07月01日 - 1986年03月16日 | 九州大学 昭和30年卒     | 陸上自衛隊幹部学校教育部長 →1985年7月1日 陸将昇任        | 防衛大学校幹事                                   |
| 19 | 森野安弘          | 1986年03月17日 - 1987年07月06日 | 防大1期                 | 陸上幕僚監部防衛部長                                     | 第8師団長                                        |
| 20 | 澤井福重          | 1987年07月07日 - 1988年07月06日 | 徳島大学 昭和30年卒     | 陸上幕僚監部監察官                                       | 第10師団長                                       |
| 21 | 久保正佳          | 1988年07月07日 - 1989年06月29日 | 防大3期                 | 統合幕僚会議事務局第1幕僚室長                            | 第8師団長                                        |
| 22 | 内田十允          | 1989年06月30日 - 1990年07月08日 | 防大4期                 | 自衛隊大阪地方連絡部長                                   | 第4師団長                                        |
| 23 | 川名正浩          | 1990年07月09日 - 1992年03月15日 | 防大5期                 | 自衛隊東京地方連絡部長                                   | 第11師団長                                       |
| 24 | 白石一郎          | 1992年03月16日 - 1993年06月30日 | 防大5期                 | 陸上幕僚監部監理部長                                     | 第8師団長                                        |
| 25 | 古川浩            | 1993年07月01日 - 1995年03月22日 | 防大8期                 | 陸上自衛隊富士学校普通科部長                             | 第8師団長                                        |
| 26 | 國見昌宏          | 1995年03月23日 - 1996年03月24日 | 防大9期                 | 陸上幕僚監部調査部長                                     | 第10師団長                                       |
| 27 | 作道光夫          | 1996年03月25日 - 1997年06月30日 | 防大11期                | 中部方面総監部幕僚副長                                   | 第7師団長                                        |
| 28 | 野中光男          | 1997年07月01日 - 1998年06月30日 | 防大12期                | 陸上幕僚監部調査部長                                     | 第4師団長                                        |
| 29 | 小早川達彦        | 1998年07月01日 - 2000年04月27日 | 防大12期                | 第1混成団長 兼 那覇駐屯地司令                            | 第9師団長                                        |
| 30 | 寺尾憲治          | 2000年04月28日 - 2001年12月02日 | 防大14期                | 陸上幕僚監部監理部長                                     | 第10師団長                                       |
| 31 | 大久保博一        | 2001年12月03日 - 2002年12月01日 | 防大15期                | 陸上幕僚監部監理部長                                     | 第6師団長                                        |
| 32 | 中村信悟          | 2002年12月02日 - 2004年08月29日 | 防大17期                | 東北方面総監部幕僚副長                                   | 第6師団長                                        |
| 33 | 酒井健            | 2004年08月30日 - 2005年07月27日 | 防大19期                | 自衛隊大阪地方連絡部長                                   | 陸上幕僚監部教育訓練部長                         |
| 34 | 角南俊彦          | 2005年07月28日 - 2006年08月03日 | 防大19期                | 陸上幕僚監部人事部長                                     | 第6師団長                                        |
| 35 | 千葉德次郎        | 2006年08月04日 - 2008年07月31日 | 防大21期                | 自衛隊東京地方協力本部長                                 | 第10師団長                                       |
| 36 | 木野村謙一        | 2008年08月01日 - 2010年07月25日 | 防大23期                | 陸上幕僚監部運用支援・情報部長                           | 第4師団長                                        |
| 37 | 山下裕貴          | 2010年07月26日 - 2012年07月25日 | 大分工業大学 昭和54年卒 | 自衛隊沖縄地方協力本部長                                 | 第3師団長                                        |
| 38 | 江口直也          | 2012年07月26日 - 2014年12月18日 | 防大26期                | 陸上幕僚監部監理部長                                     | 陸上自衛隊関東補給処長 兼 霞ヶ浦駐屯地司令       |
| 39 | 岩谷要            | 2014年12月19日 - 2015年08月03日 | 防大28期                | 第3師団副師団長 兼 千僧駐屯地司令                        | 陸上幕僚監部人事部長                             |
| 40 | 髙田祐一          | 2015年08月04日 - 2017年07月31日 | 防大30期                | 第4施設団長 兼 大久保駐屯地司令                          | 第4師団長                                        |
| 41 | 中野義久          | 2017年08月01日 - 2019年03月31日 | 防大31期                | 陸上自衛隊施設学校長 兼 勝田駐屯地司令                   | 防衛研究所副所長                                 |
| 42 | 鬼頭健司          | 2019年04月01日 - 2021年03月25日 | 東京大学 昭和63年卒     | 陸上自衛隊幹部候補生学校長 兼 前川原駐屯地司令           | 第6師団長                                        |
| 43 | 青木誠            | 2021年03月26日 - 2022年03月29日 | 防大35期                | 陸上幕僚監部監察官                                       | 統合幕僚監部総務部長                             |
| 44 | 堺一夫            | 2022年03月30日 - 2024年03月27日 | 防大36期                | 第1空挺団長 兼 習志野駐屯地司令                          | 陸上総隊司令部幕僚長                             |
| 45 | 富崎隆志          | 2024年03月28日 - 2025年07月31日 | 生徒29期・ 法政大学     | 第11旅団長                                               | 防衛研究所副所長                                 |
| 46 | 坂田裕樹          | 2025年08月01日 -                | 防大39期                | 統合幕僚監部報道官                                       |                                                  |